# Stalag XII-A
Lo Stalag XII-A è stato un campo di prigionia tedesco durante la seconda guerra mondiale situato nella campagna che separa la città di Limburg an der Lahn e il villaggio di Diez.

## Contesto storico e geografico

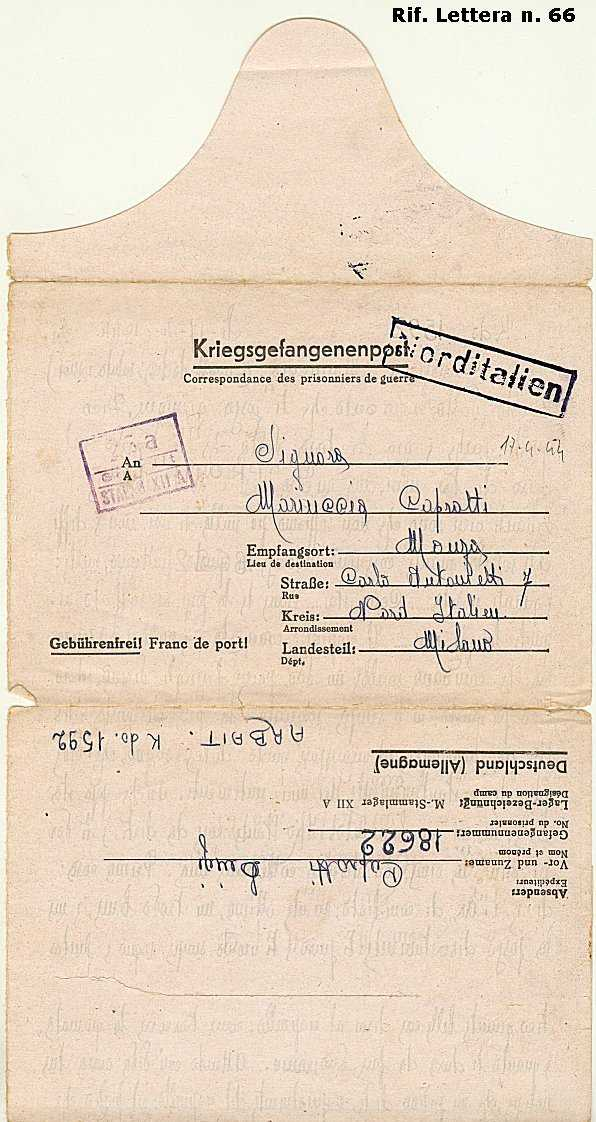
Luigi Caprotti (1913-1986 prigioniero n. 18622 Arbait Komando 1592 Stalag XII-A

Nel corso della seconda guerra mondiale furono creati in Germania vari tipi di campi di concentramento per ospitare i prigionieri di guerra provenienti dai diversi fronti di combattimento. Stalag o Stammlager (abbreviazione di Mannschaftsstamm-und Straflager) erano campi di prigionia per truppa e sottufficiali. Erano numerati con numeri romani in base a uno dei 17 distretti militari di appartenenza in cui era suddiviso l'esercito tedesco.
Gli Stalag XII dipendevano dal Wehrkreis XII (XII distretto militare). All’inizio della seconda guerra mondiale, l’esercito tedesco era diviso in 17 distretti militari (Wehrkreis), contrassegnato ciascuno con numeri romani. I campi di prigionia sono stati numerati in base al distretto militare. Una lettera dopo il numero romano segnato Stalags individua un quartiere militare, ad esempio: Stalag XII-A è la prima unità del dodicesimo Stalag del Distretto Militare XII (Wehrkreis XII), La 12ª regione militare tedesca aveva sede a Wiesbaden.
Lo Stalag XII-A era situato nella campagna che separa la città di Limburgo sulla Lahn e il villaggio di Diez, distante quattro chilometri in direzione sud-ovest da Limburgo.
La popolazione di questo campo, come in tutte queste unità, era composta da prigionieri di guerra che rifiutarono di combattere per la Germania.

## Funzionamento
Lo Stalag XII-A era un campo in cui le condizioni di vita erano particolarmente dure, cosa dovuta in primis al
sovraffollamento. Lo Stalag XII-A dal 28 agosto 1939 al 29 gennaio 1940 era stato un campo di smistamento dei prigionieri di guerra che vi sostavano al massimo due settimane, durante cui erano interrogati, identificati e schedati prima di essere inviati negli altri campi meglio organizzati. Dopo tale periodo ospitò un gran numero di prigionieri provenienti dai paesi dell'Europa occidentale.
Il campo era formato da 24 baracche di legno la maggior parte delle quali erano senza luce elettrica e senza riscaldamento.
Il campo fu attivo dal 28 agosto 1939 all'aprile 1945; il 15 luglio 1944, ospitava 16.588 uomini e il 15 gennaio 1945, 17.691 uomini..
Vi furono anche un certo numero di Arbeitskommandos ("gruppi di lavoro") che lavoravano fuori dal campo. I lavoratori coatti fanno parte di quelli che la burocrazia definisce Arbeitskommandos, ossia "gruppi di lavoro". Restano isolati dagli altri sorvegliati giorno e notte e vengono sfruttati fino al midollo.

## La liberazione

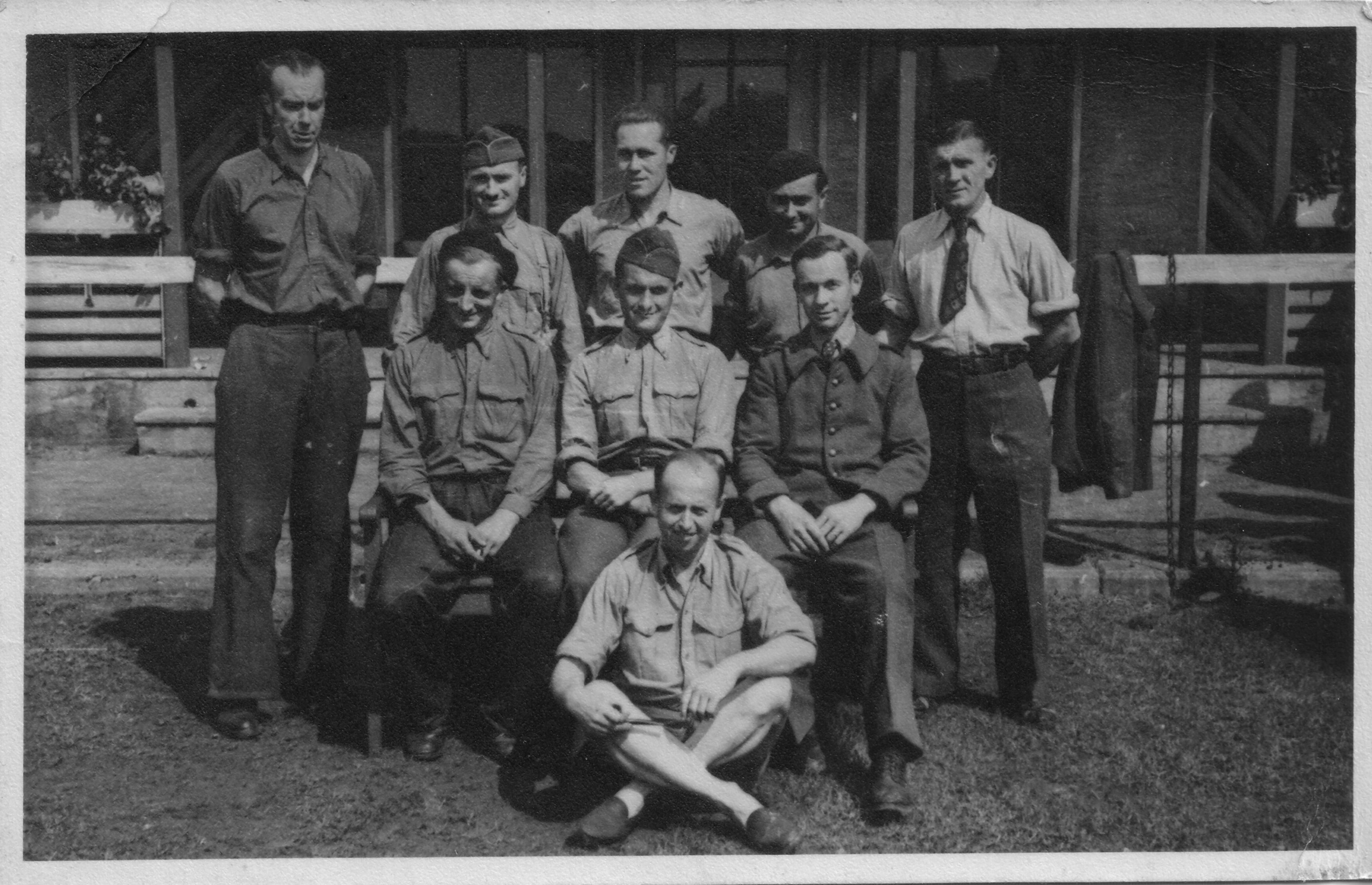
Alcuni prigionieri del campo

Alla fine di marzo o all’inizio di aprile 1945, il campo fu bombardato dagli alleati e molti furono i morti e i feriti fra i prigionieri di guerra. Le truppe americane della 9ª Divisione di Armata arrivarono al campo e quindi procedettero alla conquista della città, mentre il campo e i suoi 15.000 ex prigionieri erano presi in carico dalla 70ª Divisione Statunitense.
Lo Stalag XII-A fu rinominato "Campo N. 2 dei Prigionieri Alleati", perché nonostante i prigionieri inglesi, americani e francesi fossero stati rispediti in patria opportunamente al più presto, non era così facile provvedere al rimpatrio dei circa 7.500 fra russi, polacchi, jugoslavi e italiani ancora nel campo e che dovettero starvi finché non fu possibile rimpatriarli.